# Central nuclear Koeberg

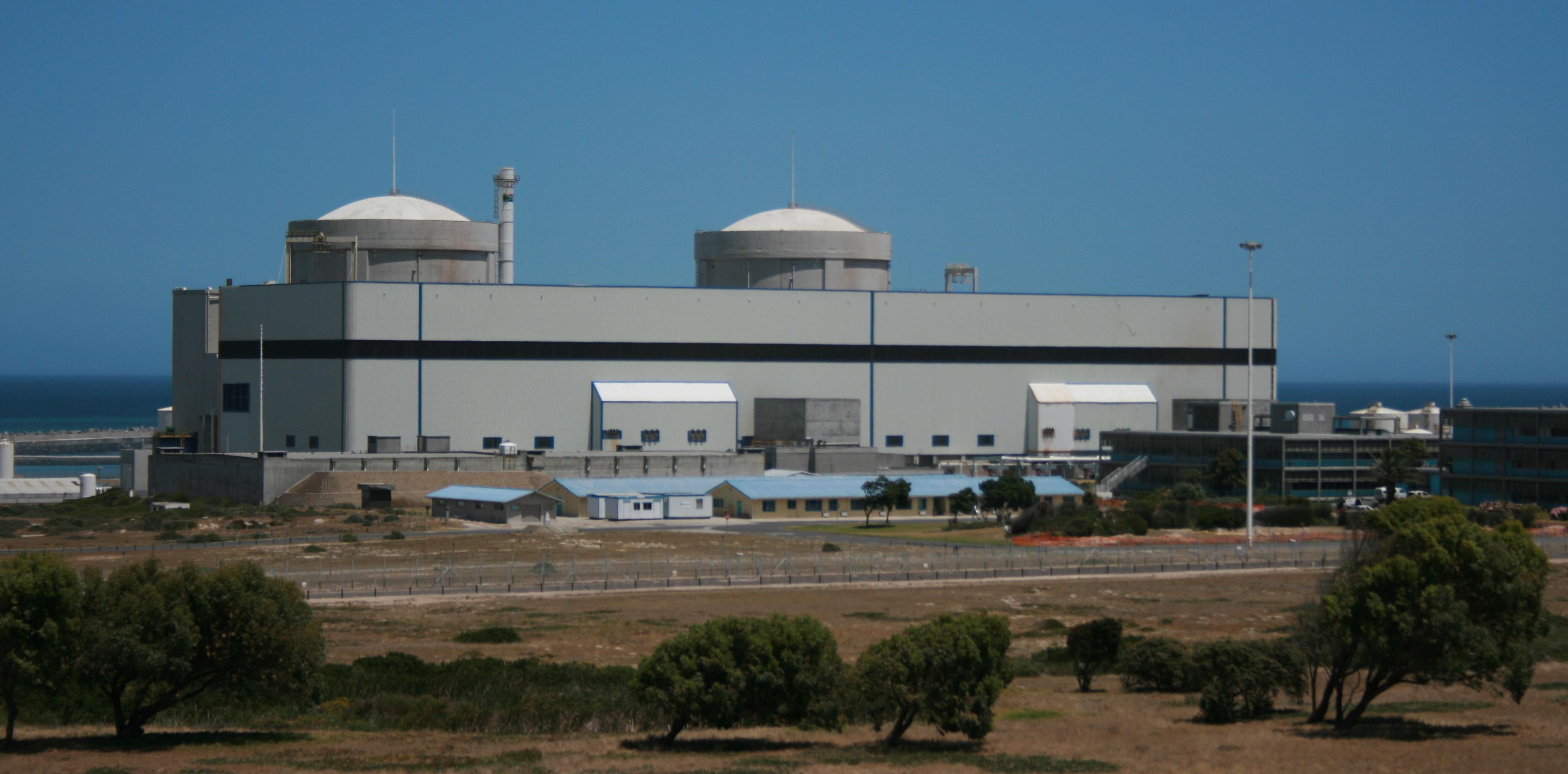
La planta nuclear en 2006.

La planta de energía nuclear de Koeberg está situada 30 km al norte de Ciudad del Cabo, en la costa oeste de Sudáfrica, próxima al Colegio de Entrenamiento de la Policía de Sudáfrica y al suburbio de Melkbosstrand.
La planta de energía nuclear de Koeberg utiliza el reactor de agua presurizada basado en un diseño de Framatome de Francia y su funcionamiento corre a cargo del ente nacional de la energía, Eskom. Comprende los únicos dos reactores comerciales de Sudáfrica (dos pequeños reactores de investigación estuvieron funcionando en Pelindaba) y suministra energía a la red nacional. Está catalogada para 1800 MW, su producción anual es de 11.480 MW y dispone de los mayores turbinas generadoras (2 x 900 MW) en el hemisferio austral.
La planta se construyó cerca de Ciudad del Cabo, porque era la solución más económica al problema de proporcionar una capacidad de generación en incremento para atender las necesidades de la Provincia Occidental, que el transportar carbón a la existente estación de energía térmica existente en Athlone, cercana a la ciudad, o a construir otra del mismo tipo tan lejos de la cuenca carbonífera del Transvaal. Las modernas regulaciones que Eskom debe cumplir le obligarían a construir una chimenea de cerca de 300 m si hubiera elegido una planta térmica. El reactor está refrigerado por medio de agua fría extraída del océano Atlántico y bombeada a través de un circuito aislado.
La planta ha estado más o menos en funcionamiento desde que fue autorizada a operar. La construcción de Koeberg se inició en 1976 y la Unidad 1 fue conectada a la red el 4 de abril de 1984, a la que siguió la Unidad 2 el 25 de julio de 1985 y no han registrado incidentes serios.
Los residuos de nivel bajo o intermedio de Koesberg son transportados por carretera en contenedores de acero y hormigón a un remoto lugar de vertido en Vaalputs, a 600 km de distancia en el Desierto del Kalahari.
Los terrenos de la planta nuclear tienen una superficie de 22 km², la reserva natural abierta al público alberga a más de 150 especies de aves y media docena de especies de mamíferos.
La planta de energía originalmente estaba muy alejada del área metropolitana, pero el crecimiento del terreno ocupado la ha acercado en los últimos años. Esta ha sido una fuente de tensión entre los residentes y Eskom, ya que la planta obliga a prestar atención a las reglamentaciones sobre el máximo de densidad de población para caso de evacuación, impidiendo la construcción de edificios de gran altura.

## Acontecimientos recientes
Recientemente Koeberg ha sufrido numerosas dificultades técnicas. El 11 de noviembre de 2005 un fallo en el tren de transmisión de la barra hizo que el reactor hubiera de ponerse en modo de emergencia, cortando el suministro a la mayor parte del Cabo Occidental durante cerca de dos horas. El 16 de noviembre un incendio en la línea de 400 kV provocó la desestabilización de la línea, ocasionando graves caídas de voltaje lo que obligó a que Koeberg hubiera de apagarse otra vez. Varios distritos del Cabo se quedaron sin electricidad durante horas en esta ocasión. En la tarde del 23 de noviembre, una inspección rutinaria del sistema de respaldo de seguridad, reveló una concentración por debajo de las especificaciones de un importante producto químico, lo que obligó a realizar un apagado controlado del reactor. Debido a la suficiencia del suministro de emergencia, los cortes pudieron ser diferidos hasta el viernes 25 de noviembre, en el que el sistema de emergencia empezó a fallar. En ese momento se optó por una distribución de la energía de modo rotativo, con el que a los consumidores les fue cortado el suministro por turnos, situación que se mantuvo durante la mayor parte del día. Koeberg fue conectada de nuevo a la red el sábado 18 de noviembre.
Gran parte del Cabo quedó otra vez sin suministro el sábado 18 de febrero y el domingo 19 de febrero de 2006 debido a un fallo en la turbina número 2.

## Red Nacional
Koeberg es una parte esencial de la red nacional, en especial en lo que se refiere al suministro al Cabo Occidental. Recientemente Eskom ha abordado un programa de volver a poner en funcionamiento plantas de energía alimentadas por las reservas de carbón. En algunos casos, esto puede requerir la construcción de nuevas chimeneas que cumplan con las actuales reglamentaciones.